# Leibnizallee 4

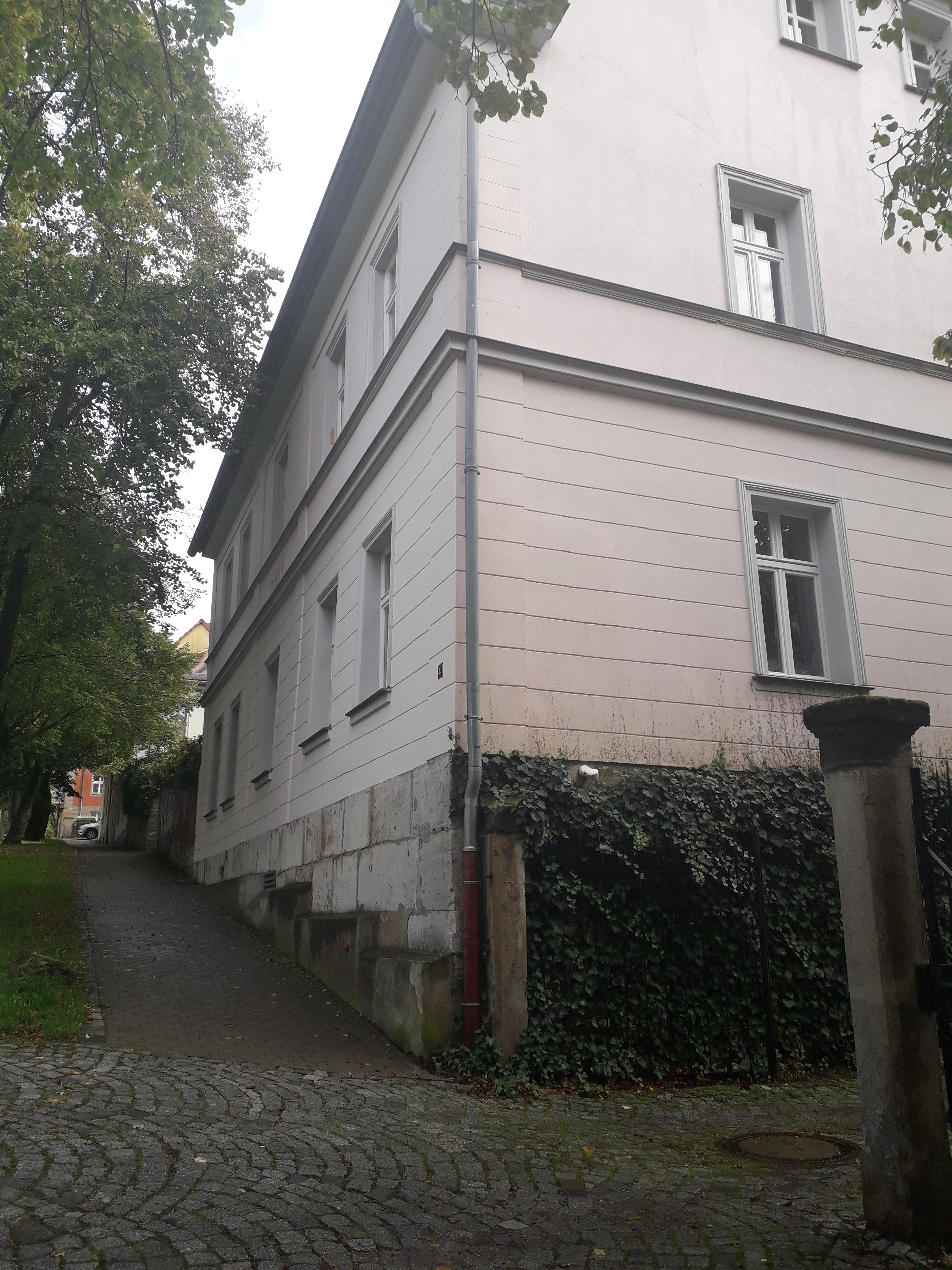
Leibnizallee 4

Im Haus Leibnizallee 4 in Weimar wohnte von 1854 bis 1860 August Heinrich Hoffmann von Fallersleben.
Dass Hoffmann 1854 in Weimar Zuflucht fand, verdankte er Franz Liszt und Bettina von Arnim. In demselben Hause wohnte später die Schriftstellerin Gabriele Reuter. An dem Gebäude befindet sich eine Gedenktafel für Hoffmann von Fallersleben, eine für Gabriele Reuter jedoch nicht. Allerdings wohnte sie auch in der Freiherr-vom-Stein-Allee 5, woran sich eine Gedenktafel für sie befindet.
Das von der Straßenseite her schlichte zweigeschossige Wohnhaus mit Mansarddach ist denkmalgeschützt und steht auf der Liste der Kulturdenkmale in Weimar (Einzeldenkmale). Auf der Hofseite besitzt es einen Mittelrisaliten, wo sich der Eingang befindet.
Eine Gedenktafel befindet sich an dem Gebäude. Darauf steht:
Hier wohnte
Hoffmann von Fallersleben
1854 - 1860
Im Jahre 1993 wurde das Haus in einem denkbar schlechtem Zustand von den Besitzern übernommen und bis 1998 wiederhergerichtet. Zum 200. Geburtstag Hoffmann von Fallersleben wurde dieser an der Stelle vom MDR und der Thüringer Lokalpresse gewürdigt.
Genaue Angaben zur Entstehungszeit des Hauses fehlen, wenn man von seinem klassizistischen Antlitz  einmal absieht.